# La morte di Pilade Bronzetti a Castel Morrone
La morte di Pilade Bronzetti a Castel Morrone è un dipinto olio su tela (400 × 610 cm) di Luigi Toro, realizzato nel 1885.

## Storia
Luigi Toro, oltre ad essere conosciuto come pittore, fu anche un patriota del Risorgimento italiano, combattendo tra le file garibaldine in diverse occasioni, tra cui nella battaglia del 1º ottobre 1860 ai ponti della valle di Maddaloni, sul fronte del Volturno, a seguito della quale fu promosso ufficiale da Nino Bixio. Dopo l'Unità si trasferì a Roma, dove aprì il suo studio nel 1871, specializzandosi nei dipinti di matrice storico-patriottica. Nel 1886 il pittore si interessò affinché il dipinto La morte di Pilade Bronzetti a Castel Morrone fosse condotto alla Reggia di Caserta e acquistato dalla deputazione provinciale di Terra di Lavoro. L'ipotesi, trascinatasi attraverso lunghe trattative, non andò però mai in porto e il quadro rimase a lungo conservato negli archivi del Museo nazionale di San Martino a Napoli.  Dal 1900, dopo la scomparsa dell'artista, a causa di un credito fondiario esercitato, è divenuto proprietà del Banco di Napoli, confluendo, in seguito alla fusione, nelle collezioni di Intesa Sanpaolo. Il 29 settembre 2017 la banca ha deciso di concedere il dipinto in comodato gratuito alla Reggia di Caserta. 

### Pilade Bronzetti e la battaglia del Volturno
ll dipinto raffigura un episodio significativo della battaglia del Volturno, ultimo e strategico scontro che vide schierati ai Ponti della Valle circa 25.000 garibaldini contro parte (poco più della metà) dei 50.000 soldati borbonici al seguito di Francesco II. Oggetto del dipinto è la morte di Pilade Bronzetti (Mantova, 1832 – Castel Morrone, 1860), l'eroe mantovano alla guida del 1º battaglione bersaglieri della I brigata, che combatté il 1º ottobre del 1860 per quasi 4 ore a Castel Morrone in Terra di Lavoro contro i soldati del Regno guidati dal maggiore Domenico Nicoletti. Il maggiore garibaldino, alla testa di soli 250 bersaglieri della brigata Assanti, aveva eroicamente difeso il proprio avamposto dall'attacco di una forza di circa 2000 soldati borbonici appartenenti al 6º Fanteria di Linea ed a reparti del 2º, 4º e 12º di Linea. Il combattimento ebbe il merito di ritardare l’arrivo della brigata borbonica guidata da Ruiz a Casertavecchia, consentendo così la difesa dei garibaldini.

## Descrizione
Al centro dell'opera il cadavere di Pilade Bronzetti con una mano sul petto ferito e l'altra che stringe una sciabola spezzata. La camicia rossa brilla sotto gli occhi dei due ufficiali borbonici, a cui una guida indica il corpo in terra. Più in là altri soldati borbonici vicino a cadaveri di garibaldini, mentre nella parte superiore del quadro sono raffigurate le alture di Castel Morrone a testimonianza dell’estremo realismo con cui il pittore ha saputo rappresentare i luoghi nei quali si svolse il combattimento. L'opera viene recensita da Gabriele D'Annunzio in visita all'atelier di Toro il 10 luglio 1885: «Il corpo del maggiore mantovano Pilade Bronzetti», scrive D'Annunzio su La Tribuna, «campeggia, occupa il terreno, non come un vinto, ma come un vincitore… Tutte le figure impallidiscono davanti a lui. Soltanto la grandezza della campagna è uguale alla grandezza dell'eroe. Guardando, si vede lo spazio, l'aria libera, quasi la fragranza terrestre …una nobiltà severa di linee che si succedono gridanti sino all'orizzonte chiarissimo. Le colline sono immerse in leggeri vapori e lontanano con un gusto di prospettiva veramente bello e giusto».